# توماس فریچ
توماس فریچ (انگلیسی: Thomas Fritsch؛ (زادهٔ ۱۶ ژانویهٔ ۱۹۴۴ – درگذشتهٔ ۲۱ آوریل ۲۰۲۱) یک هنرپیشه و صداپیشه اهل آلمان بود. وی از سال ۱۹۶۳ تا ۲۰۲۱ مشغول فعالیت بود.
از فیلم‌ها یا برنامه‌های تلویزیونی که وی در آن نقش داشت، می‌توان به کلبه عمو تام اشاره کرد.